# Dalle gravée de Saint-Bélec
La dalle gravée de Saint-Bélec est un grand bloc de pierre de schiste, découvert à Leuhan, dans le Finistère, sur lequel ont été gravés des ensembles de lignes et de points qui sont interprétés comme le dessin d'une carte. Datée de l'âge du bronze ancien, elle serait alors la plus ancienne représentation cartographique connue en Europe.

## Historique

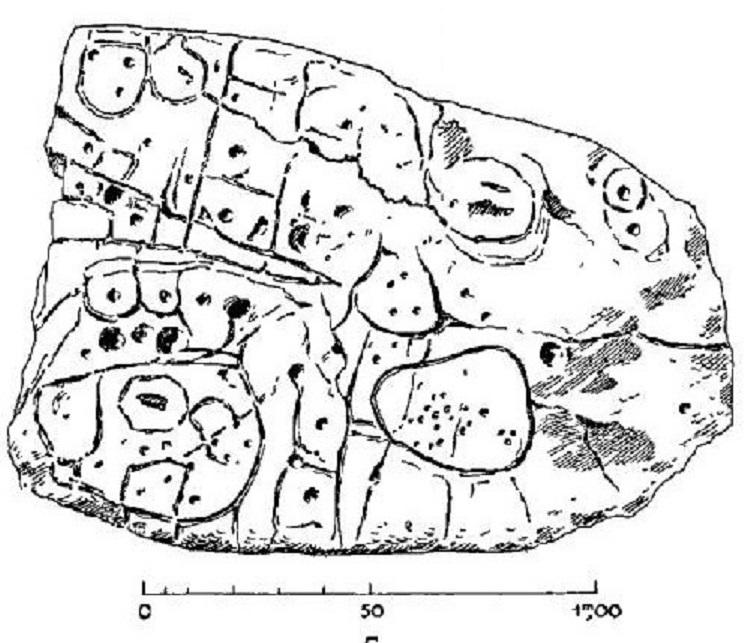
Pierre gravée de Saint-Bélec (dessin de Paul du Châtellier).

La première fouille du tumulus de Saint-Bélec (ou Sanct-Bélec), sur une des collines de Coadri à Leuhan, est effectué vers 1860 par Maurice Halna du Fretay. Paul du Châtellier, permet de mettre au jour, en 1900, cette dalle gravée qui, au moment de la découverte, constitue en partie la paroi ouest du coffre funéraire du tumulus. Le lourd bloc de schiste est extrait avec précaution par une quinzaine d'ouvriers. 
En 1901, Paul du Châtellier la décrit dans un article du Bulletin de la Société archéologique du Finistère. Les gravures représentent des cupules, des cercles et divers autres figurations, dans lesquelles certains voient une figuration humaine informe et d'autres un animal.
Paul du Châtellier ramène la dalle dans son château de Kernuz à Pont-L'Abbé. Après sa mort, ses enfants vendent en 1924 l'ensemble de ses collections au Musée d'Archéologie nationale, Domaine national de Saint-Germain-en-Laye. La dalle est alors déposée dans les caves du musée.
Une première étude réalisée par Jacques Briard en 1994 démontre une analogie entre les représentations de la dalle et les gravures connues et identifiées du val Camonica dans les Alpes italiennes. Cette recherche n'a cependant aucun lien avec les études qui ont suivi et qui ont mis en lumière la nature cartographique de la représentation présente sur la dalle.
En mars 2021, et après de longues recherches débutées en 2014 sur les dalles des deux tumulus de Saint-Bélec, Yvan Pailler, chercheur à l’Institut national de recherches archéologiques préventives (INRAP), mis à disposition de l’université de Bretagne-Occidentale (UBO, Brest), et Clément Nicolas, post-doctorant à l'université Pierre-et-Marie-Curie (Paris) et à l'université de Bournemouth, dévoilent leurs conclusions dans un article publié dans le Bulletin de la Société préhistorique française : La carte et le territoire : la dalle gravée du Bronze ancien de Saint-Bélec. Ils révèlent que celle-ci est probablement la plus vieille représentation cartographique d’un territoire connue en Europe et représente le secteur du tumulus avec la vallée de l'Odet,.
Une nouvelle campagne de fouilles effectuée en automne 2023 sur le site du tumulus, lieu de la découverte initiale, a permis de retrouver des morceaux complémentaires de l'artéfact brisé lors de la taille de la dalle pour son utilisation comme matériau de construction. Une prospection par vues aériennes et par voie pédestre dans la région de l'Odet est en cours pour tenter de retrouver les détails indiqués dans la gravure de la carte permettant ainsi d'identifier de nouveaux sites et de leur donner une datation plus précise.
La fouille complémentaire effectuée en 2022 et 2023 sous la direction de Clément Nicolas a permis de découvrir cinq morceaux de schiste gravés qui sont des petites parties manquantes de la grande dalle ; sur l'un d'entre eux on voit nettement gravée une courbe qui est probablement un méandre de l'Aulne.

## Description
La dalle en schiste est longue de 2,20 m et large de 1,53 m. Elle pèse une à deux tonnes. Cet artéfact comporte des motifs (cupules, formes géométriques) reliés entre eux par un réseau de lignes.

## Datation
Les études réalisées permettent de considérer que l'objet date de l'âge du bronze ancien (4 000 ans avant le présent, soit 2 150 à 1 600 ans avant notre ère),,.

## Interprétation
Les recherches effectuées montrent que la représentation figurant sur la dalle est une carte mentale centrée sur Roudouallec. Elle représente le secteur du tumulus de Saint-Bélec avec la haute vallée de l'Odet et les autres rivières environnantes (Isole, Stêr Laër)  ainsi que les contreforts des Montagnes Noires. Elle correspond à une zone géographique qui s'étend sur environ 30 km de long et 21 km de large, orientée sur un axe ENE-OSO qui figure au cours de l’Odet et son réseau hydrographique. Plusieurs motifs gravés évoquent diverses structures de l'âge du Bronze ancien (le motif central représenterait une enceinte, les lignes fermées un système parcellaire, et les cupules des emplacements de colonies ou de tumulus). La dalle de Saint-Bélec démontre le savoir cartographique des sociétés préhistoriques.
C'était un « probable marqueur du pouvoir politique d’une principauté de l’âge du Bronze ancien ».

## Autre artefact similaire
Paul du Chatellier indique qu'en 1876, un tumulus, situé à Renongar en Plovan, a été détruit et une des pierres verticales représentait des similitudes avec la dalle gravée de Saint-Bélec. Il en a pris une photo qui permet de remarquer ces ressemblances.

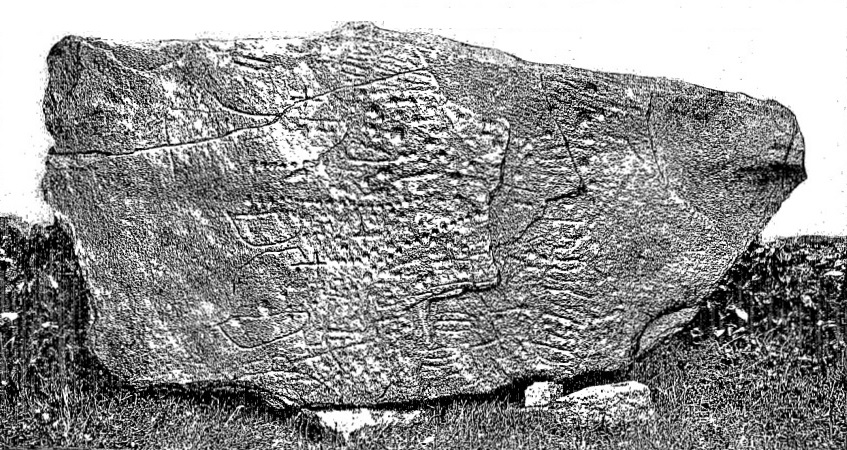
Photo de la pierre gravée de Renongar (ou Renongat).